# CD Foundation
CD Foundation (Continuous Delivery Foundation, CDF) は Linux Foundation傘下のプロジェクトのひとつ。

## 概要
CDFは CI/CDの普及のために設立された。初期のCDFの主な活動は、2つあった。
1. CI/CDツールなどの関連するオープンソースプロジェクトのサービスをホストし、プロジェクトへ資金や人員、マーケティング面の支援およびガバナンスの確保を行う。 CDFは Jenkins、Jenkins X、Spinnaker、Tekton などのCI/CDサービスをホストしている。
2. 関連ツール間の相互運用性を高めるような仕様や事実上の標準を策定する。 これらのCI/CDツールにはJOBやパイプラインでCI/CDの作業を行う。JOBやパイプラインの仕様に差異があれば相互運用性が損なわれる。そのため、標準となる仕様を策定する。

2021年には、CDFの目標が3つ作成された。
1. エンドユーザー
継続的デリバリー(CD)の採用を促進し、(CDの)エンドユーザーコミュニティの成長
2. ブランド
(CDの)エコシステム・環境との連携による(CDF)ブランド認知度の向上
3. プロジェクト
オープンソースプロジェクトの成長と普及の促進

## CDF 創立メンバー
- Alauda
- Alibaba
- Anchore
- Armory.io
- Atos
- Autodesk
- Capital One
- CircleCI
- CloudBees
- DeployHub
- GitLab[1]
- Google
- HSBC
- Huawei
- IBM
- JFrog
- Netflix
- Puppet
- Rancher Labs
- Red Hat
- SAP
- Snyk
- SumoLogic